# Syndipnus delicatus
Syndipnus delicatus là một loài tò vò trong họ Ichneumonidae.